# Итальянская лига
Итальянская лига — международное соглашение, подписанное в Венеции 30 августа 1454 года в качестве развития идей Лодийского мира. Подписантами были Миланское герцогство, Венецианская республика и Флорентийская республика. О создании Лиги было торжественно объявлено 2 марта 1455 года папой Николаем V, после чего к ней присоединились король Арагона Альфонсо V (как король Неаполитанского королевства) и суверены мелких итальянских государств.
К подписанию такого соглашения привела серия войн, продемонстрировавшая, что без тяжёлой и изнурительной борьбы никакое государство не сможет стать гегемоном в Северной Италии (и — тем более — на всём итальянском полуострове). Подписанты соглашения обязались приходить на помощь в случае угрозы территориальной целостности одного из них. Это соглашение зафиксировало существующие границы и на 25 лет принесло мир на итальянскую землю. Франческо Сфорца был признан итальянскими государствами преемником предыдущего миланского герцога Филиппо Мария Висконти, так как был женат на его единственной дочери.